# Soleirolia
Genre
Classification APG III (2009)
Soleirolia est un genre de plantes à fleurs de la famille des Urticaceae.
Helxine est un genre synonyme, donc caduc, à Soleirolia. On trouve néanmoins l'appellation Helxine pour désigner Soleirolia soleirolii, Helxine étant de fait  l'ancien nom de genre de l'espèce.
Cette unique espèce du genre, Soleirolia tient son nom de Henri-Augustin Soleirol par Esprit Requien. Soleirol, un botaniste amateur, a collecté la plante en Corse.

## Liste d'espèces
- Soleirolia soleirolii (Req.) Dandy

## Utilisations
Cette plante est utilisée comme plante d'intérieur. Résistante au gel, elle est parfois aussi utilisée comme couvre-sol dans les jardins, pouvant alors devenir localement envahissante (sur sol humifère humide à très humide, bas de mur humide…).

## Synonymes
- Helxine Req.